# Politikåret 1844

## Händelser
- 25 april – Spanien erkänner Chile.[1]
- 26 juli – Dominikanska republiken utropas.[2]
- 28 december – Johan Nordenfalk efterträder Lars Herman Gyllenhaal som Sveriges justitiestatsminister.[3]
- Okänt datum – Storbritannien erkänner Liberia.[4]

## Avlidna
- 15 februari – Henry Addington, brittisk politiker, Storbritanniens premiärminister 1801–1804.

### Fotnoter
1. ↑  ”Chile” (på engelska). World Statesmen. http://www.worldstatesmen.org/Chile.html. Läst 30 juli 2015.
2. ↑  ”Dominican Republic” (på engelska). World Statesmen. http://www.worldstatesmen.org/Dominican_Republic.html. Läst 29 juli 2015.
3. ↑  ”Sweden” (på engelska). World Statesmen. http://www.worldstatesmen.org/Sweden.html. Läst 29 juli 2015.
4. ↑  ”Liberia” (på engelska). World Statesmen. http://www.worldstatesmen.org/Liberia.htm. Läst 30 juli 2015.